# Division d'Honneur 1908-09
La Primera División de Bélgica 1908/09 fue la 14.ª temporada de la máxima competición futbolística en Bélgica.

## Tabla de posiciones
| Pos | Equipo                      | PJ | PG | PE | PP | GF  | GC | Pts | DG  | Notas                               |
| --- | --------------------------- | -- | -- | -- | -- | --- | -- | --- | --- | ----------------------------------- |
| 1   | Union Saint-Gilloise        | 22 | 19 | 3  | 0  | 101 | 13 | 41  | +88 |                                     |
| 2   | Daring Club de Bruxelles    | 22 | 15 | 4  | 3  | 63  | 27 | 34  | +36 |                                     |
| 3   | F.C. Brugeois               | 22 | 15 | 3  | 4  | 63  | 26 | 33  | +37 |                                     |
| 4   | Racing Club de Bruxelles    | 22 | 14 | 2  | 6  | 59  | 21 | 30  | +38 |                                     |
| 5   | Beerschot                   | 22 | 10 | 3  | 9  | 62  | 45 | 23  | +17 |                                     |
| 6   | C.S. Brugeois               | 22 | 11 | 0  | 11 | 57  | 45 | 22  | +12 |                                     |
| 7   | Excelsior S.C. de Bruxelles | 22 | 9  | 4  | 9  | 41  | 40 | 22  | +1  |                                     |
| 8   | Antwerp F.C.                | 22 | 7  | 1  | 14 | 48  | 57 | 15  | -9  |                                     |
| 9   | S.C. Courtraisien           | 22 | 5  | 3  | 14 | 27  | 86 | 13  | -59 |                                     |
| 10  | Léopold Club de Bruxelles   | 22 | 3  | 5  | 14 | 30  | 70 | 11  | -40 |                                     |
| 11  | F.C. Liégeois               | 22 | 5  | 1  | 16 | 22  | 84 | 11  | -62 |                                     |
| 12  | R.C. Gantois                | 22 | 2  | 3  | 17 | 19  | 78 | 7   | -59 | Descenso a la División de Promoción |

PJ = Partidos jugados; PG = Partidos ganados; PE = Partidos empatados; PP = Partidos perdidos; GF = Goles a favor; GC = Goles en contra; Pts = Puntos; DG = Diferencia de goles